# Fußballclub Hansa Rostock 2010-2011
Questa voce raccoglie le informazioni riguardanti il Fußballclub Hansa Rostock nelle competizioni ufficiali della stagione 2010-2011.

## Stagione
Nella stagione 2010-2011 l'Hansa Rostock, allenato da Peter Vollmann, concluse il campionato di 3. Liga al 2º posto e fu promosso in 2. Bundesliga. In Coppa di Germania l'Hansa Rostock fu eliminato al primo turno dall'Hoffenheim.

## Rosa
| N. |                     | Ruolo | Calciatore        |
| -- | ------------------- | ----- | ----------------- |
| 1  | Germania (bandiera) | P     | Jörg Hahnel       |
| 2  | Germania (bandiera) | D     | Dexter Langen     |
| 3  | Germania (bandiera) | D     | Matthias Holst    |
| 4  | Germania (bandiera) | D     | Robert Müller     |
| 5  | Germania (bandiera) | C     | Sergey Evlyushkin |
| 6  | Germania (bandiera) | C     | Michael Wiemann   |
| 7  | Germania (bandiera) | C     | Mohammed Lartey   |
| 8  | Germania (bandiera) | C     | Kevin Pannewitz   |
| 9  | Germania (bandiera) | C     | Daniel Becker     |
| 10 | Serbia (bandiera)   | A     | Radovan Vujanović |
| 11 | Germania (bandiera) | A     | Enrico Neitzel    |
| 13 | Germania (bandiera) | D     | Stephan Gusche    |
| 14 | Francia (bandiera)  | A     | Malick Bolivard   |
| 15 | Germania (bandiera) | A     | Lucas Albrecht    |
| 17 | Germania (bandiera) | D     | René Lange        |

| N. |                     | Ruolo | Calciatore                  |
| -- | ------------------- | ----- | --------------------------- |
| 18 | Germania (bandiera) | C     | Michael Blum                |
| 20 | Germania (bandiera) | D     | Peter Schyrba               |
| 21 | Germania (bandiera) | P     | Andreas Kerner              |
| 23 | Germania (bandiera) | C     | Hendrik Großöhmichen        |
| 24 | Germania (bandiera) | C     | Tom Trybull                 |
| 25 | Germania (bandiera) | D     | Sebastian Pelzer            |
| 26 | Germania (bandiera) | P     | Kevin Müller                |
| 27 | Germania (bandiera) | C     | Björn Ziegenbein            |
| 28 | Germania (bandiera) | A     | Marcel von Walsleben-Schied |
| 29 | Germania (bandiera) | C     | Tobias Jänicke              |
| 30 | Germania (bandiera) | D     | Pelle Jensen                |
| 32 | Germania (bandiera) | D     | Martin Stoll                |
| 33 | Germania (bandiera) | P     | Johannes Brinkies           |
| 34 | Germania (bandiera) | C     | Tom Weilandt                |

## Organigramma societario
Area tecnica
- Allenatore: Peter Vollmann
- Allenatore in seconda: Michael Hartmann
- Preparatore dei portieri:
- Preparatori atletici:

## Calciomercato

### Sessione estiva
| Acquisti | Acquisti          | Acquisti          | Acquisti |
| R.       | Nome              | da                | Modalità |
| -------- | ----------------- | ----------------- | -------- |
| C        | Björn Ziegenbein  | Wehen Wiesbaden   |          |
| A        | Lucas Albrecht    | Hansa Rostock U19 |          |
| C        | Daniel Becker     | Hansa Rostock II  |          |
| C        | Sergey Evlyushkin | Wolfsburg         |          |
| D        | Matthias Holst    | Paderborn         |          |
| C        | Mohammed Lartey   | Rot Weiss Ahlen   |          |
| P        | Kevin Müller      | Hansa Rostock U19 |          |
| D        | Robert Müller     | Holstein Kiel     |          |
| D        | Sebastian Pelzer  | Rot Weiss Ahlen   |          |
| D        | Peter Schyrba     | Holstein Kiel     |          |
| A        | Radovan Vujanović | Magdeburgo        |          |
| C        | Michael Wiemann   | Rot Weiss Ahlen   |          |

| Cessioni | Cessioni         | Cessioni        | Cessioni |
| R.       | Nome             | a               | Modalità |
| -------- | ---------------- | --------------- | -------- |
| C        | Fin Bartels      | St. Pauli       |          |
| D        | Kai Bülow        | Monaco 1860     |          |
| D        | Tom Buschke      | Neubrandenburg  |          |
| C        | Bradley Carnell  | SuperSport Utd  |          |
| D        | Andreas Dahlén   | FSV Francoforte |          |
| C        | Helgi Daníelsson | AIK             |          |
| C        | Mario Fillinger  | FSV Francoforte |          |
| D        | Florian Grossert | Dinamo Dresda   |          |
| A        | Enrico Kern      | Erzgebirge Aue  |          |
| C        | Felix Kroos      | Werder Brema    |          |
| D        | Orestes          | Naval           |          |
| C        | Martin Retov     | Horsens         |          |
| C        | Kevin Schlitte   | Erzgebirge Aue  |          |
| C        | Oliver Schröder  | Erzgebirge Aue  |          |
| D        | Tim Sebastian    | RB Lipsia       |          |
| P        | Alexander Walke  | Salisburgo      |          |

### Sessione invernale
| Acquisti | Acquisti     | Acquisti | Acquisti |
| R.       | Nome         | da       | Modalità |
| -------- | ------------ | -------- | -------- |
| C        | Michael Blum | Duisburg |          |

| Cessioni | Cessioni | Cessioni | Cessioni |
| R.       | Nome     | a        | Modalità |
| -------- | -------- | -------- | -------- |

## Risultati

### 3. Liga

#### Girone di andata
| Arbitro: | Osmers |

|                                                 |           |  |
| Lartey 31’ Neitzel 54’ von Walsleben-Schied 81’ | Marcatori |  |

| Arbitro: | Bandurski |

|  |           |                    |
|  | Marcatori | 83’ (rig.) Wiemann |

| Arbitro: | Beitinger |

|                                        |           |  |
| Rathgeb 15’ (rig.) Schipplock 65’, 74’ | Marcatori |  |

| Arbitro: | Hartmann |

|                  |           |  |
| Jänicke 32’, 90’ | Marcatori |  |

| Arbitro: | Sönder |

|  |           |                    |
|  | Marcatori | 18’, 28’ Vujanović |

| Arbitro: | Dittrich |

| |           |                            |
| Jänicke 5’ Lartey 45’ Vujanović 56’ Hoffmann 60’ (aut.) von Walsleben-Schied 72’ Neitzel 75’ Ziegenbein 87’ | Marcatori | 10’ Nygaard 20’ Amachaibou |

| Arbitro: | Steinhaus-Webb |

|  |           |                                        |
|  | Marcatori | 9’ Ziegenbein 61’ von Walsleben-Schied |

| Arbitro: | Fischer |

|                          |           |              |
| von Walsleben-Schied 42’ | Marcatori | 19’ Agyemang |

| Arbitro: | Dingert |

|                                   |           |                           |
| Husterer 9’ Occéan 47’ Berger 89’ | Marcatori | 31’ Ziegenbein 48’ Lartey |

| Arbitro: | Winkmann |

|                                |           |             |
| Wiemann 51’ (rig.) Schyrba 90’ | Marcatori | 47’ Kumbela |

| Arbitro: | Perl |

|            |           |                                          |
| Hähnge 74’ | Marcatori | 9’ Jänicke 32’, 87’ von Walsleben-Schied |

| Arbitro: | Schößling |

|                     |           |                        |
| Ziegenbein 22’, 23’ | Marcatori | 89’ (rig.) Schnatterer |

| Arbitro: | Rafati |

|                        |           |                                         |
| Esswein 29’ Müller 49’ | Marcatori | 25’ von Walsleben-Schied 85’ Ziegenbein |

| Arbitro: | Schriever |

|                                      |           |          |
| Wiemann 11’ (rig.) Forkel 74’ (aut.) | Marcatori | 8’ Özbek |

| Arbitro: | Steuer |

|          |           |                           |
| Dorn 90’ | Marcatori | 4’ Jänicke 54’ Ziegenbein |

| Arbitro: | Gorniak |

|  |           |                      |
|  | Marcatori | 72’ Deul 89’ Schwarz |

| Arbitro: | Bandurski |

|            |           |                           |
| Ziemer 53’ | Marcatori | 34’ Ziegenbein 69’ Lartey |

| Arbitro: | Blos |

|                                                              |           |  |
| von Walsleben-Schied 6’, 11’ Ziegenbein 53’, 75’ Jänicke 64’ | Marcatori |  |

| Arbitro: | Steinhaus-Webb |

|  |           |                              |
|  | Marcatori | 45’ Ziegenbein 69’ Pannewitz |

#### Girone di ritorno
| Arbitro: | Achmüller |

|            |           |            |
| Dausch 49’ | Marcatori | 90’ Müller |

| Arbitro: | Cortus |

|                                                   |           |  |
| Ziegenbein 3’ Lartey 18’ von Walsleben-Schied 46’ | Marcatori |  |

| Arbitro: | Dietz |

|  |           |               |
|  | Marcatori | 57’ Benyamina |

| Arbitro: | Nowak |

|  |           |                           |
|  | Marcatori | 66’ Pannewitz 77’ Jänicke |

| Arbitro: | Grudzinski |

|                          |           |  |
| Lartey 66’ Vujanović 74’ | Marcatori |  |

| Arbitro: | Winkmann |

|                                   |           |  |
| Thee 47’ Zillner 55’ Vitzthum 74’ | Marcatori |  |

| Arbitro: | Petersen |

|                                       |           |  |
| Jänicke 10’ Wiemann 49’ Vujanović 90’ | Marcatori |  |

| Arbitro: | Steinberg |

|              |           |                                             |
| Knappmann 4’ | Marcatori | 45’, 60’ Lartey 58’ Pannewitz 74’ Vujanović |

| Rostock 12 marzo 2011, ore 14:00 CET 28ª giornata | Hansa Rostock | 0 – 0 referto | Kickers Offenbach | DKB-Arena (17 800 spett.)\| Arbitro: \| Willenborg \| |
| Arbitro:                                          | Willenborg    |               |                   |                                                       |

| Arbitro: | Kinhöfer |

|                            |           |                          |
| Kruppke 35’ Theuerkauf 37’ | Marcatori | 84’ von Walsleben-Schied |

| Arbitro: | Thielert |

|                                |           |           |
| Jänicke 61’ Landeka 67’ (aut.) | Marcatori | 73’ Voigt |

| Arbitro: | Kunzmann |

|                  |           |                             |
| Tausendpfund 27’ | Marcatori | 7’ Vujanović 77’ Ziegenbein |

| Arbitro: | Zwayer |

|            |           |  |
| Müller 14’ | Marcatori |  |

| Arbitro: | Beitinger |

|                             |           |  |
| Fuchs 29’, 82’ Stiefler 87’ | Marcatori |  |

| Arbitro: | Dittrich |

|  |           |           |
|  | Marcatori | 8’ Löning |

| Monaco di Baviera 24 aprile 2011, ore 14:00 CEST 35ª giornata | Bayern Monaco II | 0 – 0 referto | Hansa Rostock | Grünwalder Stadion (1 950 spett.)\| Arbitro: \| Blos \| |
| Arbitro:                                                      | Blos             |               |               |                                                         |

| Arbitro: | Rafati |

|                               |           |             |
| Ziegenbein 8’ Lartey 17’, 90’ | Marcatori | 37’ Abrahám |

| Arbitro: | Petersen |

|                            |           |                        |
| Haller 57’ (rig.) Hein 64’ | Marcatori | 40’ Schyrba 88’ Pelzer |

| Arbitro: | Schößling |

|                          |           |  |
| Pannewitz 53’ Müller 67’ | Marcatori |  |

### Coppa di Germania
| Arbitro: | Ittrich |

|  |           |                                    |
|  | Marcatori | 14’ Ba 18’, 32’ Ibišević 28’ Mlapa |

## Statistiche

### Statistiche di squadra
| Competizione      | Punti | In casa | In casa | In casa | In casa | In casa | In casa | In trasferta | In trasferta | In trasferta | In trasferta | In trasferta | In trasferta | Totale | Totale | Totale | Totale | Totale | Totale | DR  |
| Competizione      | Punti | G       | V       | N       | P       | Gf      | Gs      | G            | V            | N            | P            | Gf           | Gs           | G      | V      | N      | P      | Gf     | Gs     | DR  |
| ----------------- | ----- | ------- | ------- | ------- | ------- | ------- | ------- | ------------ | ------------ | ------------ | ------------ | ------------ | ------------ | ------ | ------ | ------ | ------ | ------ | ------ | --- |
| 3. Liga           | 78    | 19      | 14      | 2       | 3       | 40      | 12      | 19           | 10           | 4            | 5            | 30           | 24           | 38     | 24     | 6      | 8      | 70     | 36     | +34 |
| Coppa di Germania | -     | 1       | 0       | 0       | 1       | 0       | 4       | 0            | 0            | 0            | 0            | 0            | 0            | 1      | 0      | 0      | 1      | 0      | 4      | -4  |
| Totale            | 78    | 20      | 14      | 2       | 4       | 40      | 16      | 19           | 10           | 4            | 5            | 30           | 24           | 39     | 24     | 6      | 9      | 70     | 40     | +30 |

### Andamento in campionato
| Giornata  | 1 | 2 | 3 | 4 | 5 | 6 | 7 | 8 | 9 | 10 | 11 | 12 | 13 | 14 | 15 | 16 | 17 | 18 | 19 | 20 | 21 | 22 | 23 | 24 | 25 | 26 | 27 | 28 | 29 | 30 | 31 | 32 | 33 | 34 | 35 | 36 | 37 | 38 |
| --------- | - | - | - | - | - | - | - | - | - | -- | -- | -- | -- | -- | -- | -- | -- | -- | -- | -- | -- | -- | -- | -- | -- | -- | -- | -- | -- | -- | -- | -- | -- | -- | -- | -- | -- | -- |
| Luogo     | C | T | T | C | T | C | T | C | T | C  | T  | C  | T  | C  | T  | C  | T  | C  | T  | T  | C  | C  | T  | C  | T  | C  | T  | C  | T  | C  | T  | C  | T  | C  | T  | C  | T  | C  |
| Risultato | V | V | P | V | V | V | V | N | P | V  | V  | V  | N  | V  | V  | P  | V  | V  | V  | N  | V  | P  | V  | V  | P  | V  | V  | N  | P  | V  | V  | V  | P  | P  | N  | V  | N  | V  |
| Posizione | 2 | 2 | 6 | 4 | 3 | 2 | 2 | 1 | 3 | 2  | 2  | 2  | 3  | 1  | 1  | 3  | 1  | 1  | 1  | 1  | 1  | 2  | 2  | 2  | 2  | 2  | 2  | 2  | 2  | 2  | 2  | 2  | 2  | 2  | 2  | 2  | 2  | 2  |

Legenda:

Luogo: C = Casa; T = Trasferta. Risultato: V = Vittoria; N = Pareggio; P = Sconfitta.

### Statistiche dei giocatori
| Giocatore               | 3. Liga  | 3. Liga | 3. Liga     | 3. Liga    | Coppa di Germania | Coppa di Germania | Coppa di Germania | Coppa di Germania | Totale   | Totale | Totale      | Totale     |
| Giocatore               | Presenze | Reti    | Ammonizioni | Espulsioni | Presenze          | Reti              | Ammonizioni       | Espulsioni        | Presenze | Reti   | Ammonizioni | Espulsioni |
| ----------------------- | -------- | ------- | ----------- | ---------- | ----------------- | ----------------- | ----------------- | ----------------- | -------- | ------ | ----------- | ---------- |
| L. Albrecht             | 26       | 0       | 0           | 0          | 0                 | 0                 | 0                 | 0                 | 26       | 0      | 0           | 0          |
| D. Becker               | 0        | 0       | 0           | 0          | 0                 | 0                 | 0                 | 0                 | 0        | 0      | 0           | 0          |
| M. Blum                 | 11       | 0       | 2           | 1          | 0                 | 0                 | 0                 | 0                 | 11       | 0      | 2           | 1          |
| M. Bolivard             | 11       | 0       | 0           | 0          | 0                 | 0                 | 0                 | 0                 | 11       | 0      | 0           | 0          |
| J. Brinkies             | 0        | 0       | 0           | 0          | 0                 | 0                 | 0                 | 0                 | 0        | 0      | 0           | 0          |
| S. Evlyushkin           | 18       | 0       | 2           | 0          | 0                 | 0                 | 0                 | 0                 | 18       | 0      | 2           | 0          |
| H. Großöhmichen         | 8        | 0       | 0           | 0          | 0                 | 0                 | 0                 | 0                 | 8        | 0      | 0           | 0          |
| S. Gusche               | 11       | 0       | 2           | 1          | 1                 | 0                 | 0                 | 0                 | 12       | 0      | 2           | 1          |
| J. Hahnel               | 29       | 0       | 0           | 0          | 1                 | 0                 | 0                 | 0                 | 30       | 0      | 0           | 0          |
| M. Holst                | 0        | 0       | 0           | 0          | 0                 | 0                 | 0                 | 0                 | 0        | 0      | 0           | 0          |
| P. Jensen               | 1        | 0       | 0           | 0          | 0                 | 0                 | 0                 | 0                 | 1        | 0      | 0           | 0          |
| T. Jänicke              | 37       | 9       | 4           | 0          | 1                 | 0                 | 0                 | 0                 | 38       | 9      | 4           | 0          |
| A. Kerner               | 0        | 0       | 0           | 0          | 0                 | 0                 | 0                 | 0                 | 0        | 0      | 0           | 0          |
| R. Lange                | 3        | 0       | 0           | 0          | 1                 | 0                 | 0                 | 0                 | 4        | 0      | 0           | 0          |
| D. Langen               | 1        | 0       | 0           | 0          | 0                 | 0                 | 0                 | 0                 | 1        | 0      | 0           | 0          |
| M. Lartey               | 37       | 10      | 5           | 0          | 1                 | 0                 | 1                 | 0                 | 38       | 10     | 6           | 0          |
| K. Müller               | 9        | 0       | 0           | 0          | 0                 | 0                 | 0                 | 0                 | 9        | 0      | 0           | 0          |
| R. Müller               | 35       | 3       | 2           | 0          | 1                 | 0                 | 0                 | 0                 | 36       | 3      | 2           | 0          |
| E. Neitzel              | 7        | 2       | 0           | 0          | 1                 | 0                 | 0                 | 0                 | 8        | 2      | 0           | 0          |
| K. Pannewitz            | 35       | 4       | 8           | 0          | 1                 | 0                 | 0                 | 0                 | 36       | 4      | 8           | 0          |
| S. Pelzer               | 37       | 1       | 5           | 0          | 1                 | 0                 | 1                 | 0                 | 38       | 1      | 6           | 0          |
| P. Schyrba              | 36       | 2       | 6           | 0          | 1                 | 0                 | 0                 | 0                 | 37       | 2      | 6           | 0          |
| M. Stoll                | 13       | 0       | 4           | 0          | 0                 | 0                 | 0                 | 0                 | 13       | 0      | 4           | 0          |
| T. Trybull              | 18       | 0       | 1           | 0          | 0                 | 0                 | 0                 | 0                 | 18       | 0      | 1           | 0          |
| R. Vujanović            | 32       | 7       | 2           | 0          | 1                 | 0                 | 0                 | 0                 | 33       | 7      | 2           | 0          |
| T. Weilandt             | 1        | 0       | 0           | 0          | 0                 | 0                 | 0                 | 0                 | 1        | 0      | 0           | 0          |
| M. Wiemann              | 36       | 4       | 12          | 0          | 1                 | 0                 | 0                 | 0                 | 37       | 4      | 12          | 0          |
| B. Ziegenbein           | 33       | 14      | 4           | 0          | 0                 | 0                 | 0                 | 0                 | 33       | 14     | 4           | 0          |
| M. von Walsleben-Schied | 36       | 11      | 2           | 0          | 1                 | 0                 | 0                 | 0                 | 37       | 11     | 2           | 0          |